# Aïn Ghoraba
Ain Ghoraba là một đô thị thuộc tỉnh Tlemcen, Algérie. Dân số thời điểm năm 2002 là 4.842 người.